# بايرون كيغ
بايرون كيغ (بالإنجليزية: Byron Cage)‏ هو كاتب أغاني أمريكي، ولد في 15 ديسمبر 1962 في غراند رابيدز في الولايات المتحدة.

## وصلات خارجية
- بايرون كيغ على موقع IMDb (الإنجليزية)
- بايرون كيغ على موقع ميوزك برينز (الإنجليزية)
- بايرون كيغ على موقع قاعدة بيانات الفيلم (الإنجليزية)